# Heptranchias howelii
Heptranchias howelli es una especie de tiburón perteneciente a la familia Hexanchidae.